# Drejčetova pot, Novo mesto
Drejčetova pot je ena od ulic v Novem mestu. Ime je dobila leta 1970, imenuje pa se po slovenskem igralcu in uredniku Jožetu Zamljenu-Drejčetu. Ulica se začne v Žabji vasi na križišču ulic Pot na Gorjance in Na Lazu, poteka pa v smeri proti Šentjoštu ter obsega 25 hišnih številk.